# Príbelce
Príbelce é um município da Eslováquia, situado no distrito de Veľký Krtíš, na região de Banská Bystrica. Tem 27,19 km² de área e sua população em 2018 foi estimada em 566 habitantes.

## Demografia
| Ano:        | 1994 | 2004   | 2014   | 2024   |
| ----------- | ---- | ------ | ------ | ------ |
| Broj ljudi: | 627  | 585    | 571    | 569    |
| Razlika:    |      | -6,69% | -2,39% | -0,35% |

| Ano:               | 2023 | 2024   |
| ------------------ | ---- | ------ |
| Número de pessoas: | 561  | 569    |
| Diferença:         |      | +1,42% |